# Хюси
«Хюси» — косовский футбольный клуб, основан в 2002 году. Базируется в г. Подуево.

## История
В настоящее время клуб играет в высшем дивизионе чемпионата Косово. Попал в высшую лигу в сезоне 2005/2006. Чемпион Косова (2010/11), обладатель Кубка Косова (2008/09).